# 白眉弯嘴鹛
白眉弯嘴鹛（学名：Pomatostomus superciliosus），是雀形目弯嘴鹛科的一种鸟类。
白眉弯嘴鹛体重约41.53克，翼长约78.1毫米，嘴峰长约28毫米，喙宽度约4毫米，喙厚度约5.8毫米，跗蹠长约26.7毫米，尾长约79.7毫米。白眉弯嘴鹛在其分布区内为留鸟，其栖息在半开放的高大树木组成的森林中，食性为肉食性，主要食物来源是陆生无脊椎动物。

## 亚种
- ：分布于澳大利亚东部的昆士兰州南部至维多利亚州北部。
- ：分布于澳大利亚南部新南威尔士州西部和维多利亚州西部等地区。
- ：分布于西澳大利亚州西南部。
- ：分布于西澳大利亚州中部至北领地西南部和南澳大利亚州西北部。[4]